# 인간의 성차
인간의 성차는 다양한 분야에서 연구되었다. 성별은 인간 유전체의 23번째 염색체 쌍에 Y가 있는지 여부에 따라 결정된다. 표현형 성은 내부 및 외부 생식기와 2차 성징의 표현에 의해 결정되는 개인의 성을 나타낸다.
성별 차이는 일반적으로 성적으로 이형적인 특성을 나타낸다. 그러한 차이의 하위 집합은 성 선택의 진화적 과정의 산물로 가정된다.

## 의학
의학에서의 성별 차이는 성별에 따른 질병을 포함한다. 이는 한 성별의 사람들에게만 발생하는 질병이다. 한 성별에 더 일반적이거나 각 성별에서 다르게 나타나는 질병인 성 관련 질병. 예를 들어, 특정 자가면역 질환은 알 수 없는 이유로 주로 한 성별에서 발생할 수 있다. 원발성 담즙성 간경변증의 90%는 여성인 반면, 원발성 경화성 담관염은 남성에서 더 흔하다. "젠더 의학"이라고도 하는 젠더 기반 의학은 인간의 성별 간의 생물학적, 생리학적 차이와 그것이 질병의 차이에 미치는 영향을 연구하는 의학 분야이다. 전통적으로 의학 연구는 주로 남성의 신체를 임상 연구의 기초로 사용하여 수행되었다. 남성이 일반적으로 연구 대상의 60% 이상을 차지하는 스포츠 의학 문헌에서도 유사한 결과가 보고되었다. 이러한 연구의 결과는 종종 성별에 관계없이 적용되었으며 의료 제공자는 남성과 여성 환자 모두를 치료할 때 일관된 접근 방식을 가정했다. 보다 최근에는 의학적 치료에 대한 증상과 반응이 성별에 따라 매우 다를 수 있기 때문에 성별을 고려하는 것의 중요성을 이해하는 의학 연구가 시작되었다.

## 생리
인간 생리의 성별 차이는 남성 또는 여성 인간과 관련된 생리적 특성의 구별이다. 여기에는 직접 및 간접, Y 염색체에 의해 규정된 차이의 직접적인 결과( SRY 유전자로 인한) 및 간접적인 특성이 Y 염색체에 의해 간접적으로(예: 호르몬에 의해) 영향을 받는 특성을 포함하여 여러 유형이 있을 수 있다. 성적 이형성은 같은 종의 수컷과 암컷 사이 유전형 및 표현형 차이에 대한 용어이다.
감수분열과 수정 과정을 통해(예외가 있음) 각 개인은 0 또는 1개의 Y 염색체로 생성된다. X-염색체에 대한 상보적 결과는 이중 또는 단일 X이다. 따라서 보다 복잡한 생물학적 과정의 편차는 다양한 예외를 생성하지만 직접적인 성별 차이는 일반적으로 이분법적으로 표현된다.
간접적인 성별 차이는 경험적 증거와 통계적 분석에 의해 정량화된 일반적인 차이이다. 대부분의 다른 특성은 평균과 표준 편차로 광범위하게 설명할 수 있는 종형 곡선(즉, 정규) 분포를 따른다. 종종 성별 간의 평균 또는 평균 차이만 제공된다. 이것은 분포의 겹침을 배제할 수도 있고 배제하지 않을 수도 있다.
남성과 여성의 가장 분명한 차이점은 생식 역할과 관련된 모든 특징, 특히 내분비(호르몬) 시스템과 생식선 분화, 내부 및 외부 생식기 및 유방 분화, 근육량, 키의 분화를 포함한 생리적 및 행동적 효과와 관련된 모든 특징을 포함한다. 모발 분포. 뇌의 특정 영역의 구조에도 차이가 있다. 예를 들어, 평균적으로 SDN(Sexually dimorphic nucleus, 인간의 INAH3 )은 여성보다 남성에서 상당히 큰 것으로 반복적으로 밝혀졌다.

## 심리
인간 심리의 생물학적 성별 차이에 대한 연구는 남성과 여성의 인지 및 행동 차이를 조사한다. 이 연구는 다양한 형태를 취하는 인지에 대한 실험적 테스트를 사용한다. 테스트는 IQ, 공간 추론, 공격성, 감정, 뇌 구조 및 기능과 같은 영역에서 가능한 차이에 초점을 맞춘다.
염색체 구성은 인간 심리에서 중요하다. 여성은 일반적으로 두 개의 X 염색체를 갖고 남성은 일반적으로 X와 Y 염색체를 가지고 있다. X 염색체는 행동에 영향을 미치는 것으로 밝혀진 Y 염색체보다 더 활동적이고 더 많은 정보를 암호화한다. 유전 연구자들은 X 염색체가 사회적 행동에 영향을 미치는 유전자를 포함할 수 있다고 이론화한다.
대부분의 IQ 테스트는 여성과 남성 간의 전반적인 점수 차이가 없도록 구성된다. 차이점이 발견된 영역에는 언어 및 수학적 능력이 포함된다. 체액 g를 측정하고 성별 차이를 제거하기 위해 구성되지 않은 IQ 테스트도 성별 차이가 존재하지 않거나 무시할 수 있음을 보여주는 경향이 있다. 2008년 연구에 따르면 2~11학년의 경우 일반 인구 사이에 수학 능력에서 성별에 따른 유의미한 차이가 없었다. IQ 점수의 가변성의 차이는 연구에서 관찰되었으며 더 많은 남성이 스펙트럼의 극단에 속한다.
사회적 및 환경적 요인이 차이가 있는 뇌 활동과 행동에 영향을 미치기 때문에 연구자가 차이가 선천적인지 여부를 평가하기 어려울 수 있다. 일부 연구에서는 차이가 사회적으로 할당된 역할(양육)로 인한 것임을 보여주는 반면, 다른 연구에서는 차이가 타고난 차이(선천적 또는 선천적)로 인한 것임을 보여준다. 이 주제에 대한 연구는 인지 및 행동 테스트에서 남녀 모두가 수행하는 방식에 대한 사회적 영향의 가능성을 탐구한다. 남성과 여성의 차이에 대한 고정관념은 개인의 행동에 영향을 미치는 것으로 나타났다(이를 고정관념 위협이라고 함).

## 사회학

### 범죄
통계에 따르면 남성이 여성보다 범죄를 더 많이 저지르는 것으로 보고되었다. 자가 보고된 비행 행위는 다양한 행동에서 여성보다 남성이 더 높다. 많은 전문가들이 이 성별 차이에 대한 설명을 제공했다. 몇 가지 다른 설명에는 위험과 폭력적인 행동에 대한 남성의 진화적 경향, 활동의 성별 차이, 사회적 지원 및 성 불평등이 포함 된다. 특히 Lee Ellis의 진화적 신경안드로겐 이론 은 성 선택이 남성의 테스토스테론 노출을 증가시켜 범죄로 이어질 수 있는 경쟁적 행동을 유발한다고 본다.

### 교육
어떤 곳에서는 교육 성취도에 성별 차이가 있다. 이는 법이나 문화의 성차 별로 인해 발생할 수도 있고, 성별의 이익에 따른 자연스러운 차이를 반영할 수도 있다.

### 리더십
리더십에 성별 차이가 있는지 여부를 조사하기 위한 연구가 수행되었다. 리더십 위치는 계속 남성이 지배한다. 여성은 고위 리더십 위치에서 거의 볼 수 없었기 때문에 그러한 위치에서 어떻게 행동하는지에 대한 데이터가 부족했다. 두 가지 주요 연구 라인은 서로 모순되는데, 첫 번째는 리더십에 상당한 성별 차이가 있고 두 번째는 성별이 리더십에 영향을 미치지 않는다는 것이다.

### 종교
종교의 성별 차이는 "내적" 또는 "외부적"으로 분류할 수 있다. 내부 종교 문제는 주어진 종교의 관점에서 연구되며 정부, 교육 및 예배에서 남성과 여성의 역할과 권리에 대한 종교적 신념과 관행을 포함할 수 있다. 신과 종교 인물의 성별이나 성별에 대한 믿음; 그리고 인간 젠더의 기원과 의미에 대한 믿음. 외부 종교 문제는 종교 지도자와 평신도 간의 충돌 가능성을 포함하여 외부인의 관점에서 주어진 종교를 조사하는 것으로 광범위하게 정의될 수 있다. 사회 문제에 대한 종교적 관점의 영향과 차이점. 예를 들어, 다양한 종교적 관점에서 대안적 가족 구조, 동성애 관계, 낙태를 지지하거나 비난했다. 외부 종교 문제는 또한 페미니즘이나 비판 이론 및 그 파생물에서 일부가 수용하는 "젠더의 렌즈"관점에서 검토할 수 있다.

### 사회적 자본
사회적 자본의 성별 차이는 신뢰, 규범 및 네트워크를 통해 행동을 조정하고 목표를 달성하는 능력에서 남녀 간의 차이이다. 사회적 자본은 종종 개발 과정에서 누락된 연결 고리로 간주된다. 사회적 네트워크는 자원에 대한 접근을 용이하게 하고 공유지를 보호하는 반면, 협력은 시장이 보다 효율적으로 작동하도록 한다. 사회적 자본은 경제적 자본에 접근하는 데 성별 장벽이 있는 반면, 가족 및 지역사회에서 여성의 역할은 여성이 강력한 네트워크를 갖도록 하는 것과 같이 여성의 자본으로 간주되었다. 이 개념은 생존과 발전에 필수적인 여성의 무급 '공동체 및 가사 노동'을 경제학자들의 관심을 끄는 데 도움이 될 가능성이 있다. 그러나 젠더적 관점에서 사회적 자본을 분석하는 연구는 드물고 주목할만한 예외는 매우 중요하다.

### 자살
자살의 성별 차이는 상당한 것으로 나타났다. 남성과 여성의 자살 및 자살 시도 비율은 매우 비대칭적이다. 자살 행동의 젠더 패러독스라고도 하는 격차는 국가마다 크게 다를 수 있다. 통계에 따르면 남성 은 여성 보다 자살로 죽는 경우가 훨씬 더 많다.

### 재정적 위험 감수
재정적 의사결정에 있어 성별 차이는 적절하고 중요하다. 많은 연구에 따르면 여성은 남성보다 재정적으로 더 위험을 회피하고 더 안전한 포트폴리오를 보유하는 경향이 있다. 2015년 5월 3일자 월스트리트저널(Wall Street Journal) 기사에서 Georgette Jasen은 "투자에 있어서 남성은 때때로 자신만의 방식으로 일을 하고 여성은 각기 다른 방식으로 투자한다"고 보고했다. 학술 연구에 따르면 투자 대 보험 구매, 내집단과 외집단에 기부(예: 이라크 대 미국의 테러 희생자), 상점에서 지출, 기부 효과(재화에 대한 가격 요구)와 같은 재정적 결정의 체계적인 차이가 문서화되었다. 가지다. 이러한 연구의 대부분은 1966년 David Bakan이 개발한 대리인-공감 이론에 기반을 두고 있다. 이 이론에 따르면 사회화와 같은 요인으로 인해 남성은 일반적으로 더 적극적이고(자신에 대한 집중, 긍정적인 잠재력, 공격성) 여성은 일반적으로 더 공동체적이다(타인에 대한 집중, 부정적인 잠재력, 양육). 이 프레임워크는 많은 재정적 의사결정 결과를 강력하게 설명한다.

## 같이 보기
- 성 차이의 신경과학
- 인간 생리학에서의 성 차이
- 인체 골격근 목록